# T. K. Carter
Thomas Kent Carter (New York, 18 dicembre 1956) è un attore e doppiatore statunitense.

## Biografia
Dopo aver iniziato a recitare nel 1977, ha svolto la carriera di attore per ben 30 anni, fino al 2007, anno in cui decise di ritirarsi. Tra i suoi film, vi sono anche La cosa di John Carpenter e Space Jam, in cui dà la voce a Monstar Nawt.

## Filmografia parziale

### Cinema
- L'estate della Corvette (Corvette Summer), regia di Matthew Robbins (1978)
- Youngblood, regia di Noel Nosseck (1978)
- Bastano tre per fare una coppia (Seems Like Old Times), regia di Jay Sandrich (1980)
- Parking Paradise (Underground Aces), regia di Robert Butler (1981)
- I guerrieri della palude silenziosa (Southern Comfort), regia di Walter Hill (1981)
- La cosa (The Thing), regia di John Carpenter (1982)
- A 30 secondi dalla fine (Runaway Train), regia di Andrej Končalovskij (1985)
- 48 ore a Beverly Hills (He's My Girl), regia di Gabrielle Beaumont (1987)

### Televisione
- Un tocco di genio (Just Our Luck) - serie TV, 13 episodi (1983)
- Good Morning, Miss Bliss - serie TV, 13 episodi (1988-1989)
- La tata (The Nanny) - serie TV, 1 episodio (1998)
- Le regole del delitto perfetto (How to Get Away With Murder) - serie TV, episodio 2x15 (2016)
- Stumptown - serie TV, episodio 10 (2019)

### Doppiaggio
- Space Jam, regia di Joe Pytka (1996) - voce di Monstar Bupkus

## Doppiatori italiani
Nelle versioni in italiano delle opere in cui ha recitato, T.K. Carter è stato doppiato da:
- Mauro Gravina ne La cosa
- Luca Ward in Un tocco di genio
- Massimo Milazzo in 48 ore a Beverly Hills
- Alessandro Ballico in Stumptown

Da doppiatore, è stato sostituito da:
- Sergio Luzi in Space Jam